# Santos Cirilo e Metódio (título cardinalício)
Santos Cirilo e Metódio é um título cardinalício instituído em 30 de setembro de 2023 pelo Papa Francisco.

## Titulares protetores
- Grzegorz Wojciech Ryś (desde 2023)